# Mark Cavendish
Sir Mark Simon Cavendish KBE (ur. 21 maja 1985 w Laxey na Wyspie Man) – brytyjski kolarz szosowy i torowy, zawodnik profesjonalnej grupy Astana Qazaqstan Team. Rekordzista wszech czasów w liczbie zwycięstw etapowych Tour de France.
Jest trzykrotnym mistrzem świata w madisonie (2005, 2008, 2016), mistrzem świata w wyścigu ze startu wspólnego (2011) oraz srebrnym medalistą omnium na Igrzyskach Olimpijskich 2016 w Rio de Janeiro.
W swojej dotychczasowej profesjonalnej karierze zanotował już ponad 100 zwycięstw etapowych: to szczególne, jubileuszowe padło jego łupem na 12. etapie Giro d’Italia w 2013. W Wielkiej Pętli możemy go oglądać od 2007. Do tej pory w ośmiu występach w Tour de France wywalczył 35 zwycięstw etapowych (2008 – cztery, 2009 – sześć, 2010 – pięć, 2011 – pięć, 2012 – trzy, 2013 – dwa, 2015 – jedno, 2016 – cztery,  2021 - cztery, 2024 – jedno), w tym cztery razy z rzędu zwyciężył na mecie finałowego etapu na Polach Elizejskich (w latach 2009–2012).
11 czerwca 2011 został powołany na członka Orderu Imperium Brytyjskiego. W czerwcu 2024 Cavendish został odznaczony Kawalerem Komandorem Orderu Imperium Brytyjskiego (KBE).

## Wczesne lata
Cavendish urodził się w Douglas na Wyspie Man. Jest synem pochodzącego z Wyspy Man Davida Cavendisha i Adele z Yorkshire w Wielkiej Brytanii. Jak pisze w swojej książce „Boy Racer”, zaczynał w młodym wieku od jazdy na BMX w Narodowym Centrum Sportu w Douglas. W wieku dwunastu lat zaczął się ścigać w kolarstwie górskim. Jego matka na trzynaste urodziny kupiła mu rower górski. Mark spotkał na jednym z wyścigów na Wyspie Man Davida Millara, co bardzo go zainspirowało. Po skończeniu szkoły przez dwa lata pracował w banku, by zdobyć pieniądze na karierę zawodowca.

## Kariera zawodowa

### Początki
Cavendish zaczynał swoją karierę w kolarstwie torowym. Pierwszy raz dał się poznać, gdy zajął 2. miejsce w mistrzostwach Wielkiej Brytanii w kolarstwie szosowym juniorów. Często stawał na podium w wyścigach torowych m.in. na mistrzostwach Europy juniorów.

### 2005
Jego pierwszym poważnym sukcesem było mistrzostwo świata w madisonie w mistrzostwach świata UCI w kolarstwie torowym w Los Angeles razem z Robertem Haylesem. Wyprzedzili zespoły Belgii i Holandii zdobywając czwarty złoty medal dla Wielkiej Brytanii na tych mistrzostwach. Następnie w scratchu zajął czwarte miejsce, a zwycięzcą został reprezentant Danii Alex Rasmussen. Mark wygrał także Mistrzostwa Europy w wyścigu punktowym, a w scratchu znowu był czwarty. Następnie wystartował w wyścigach szosowych z zespołem Team Sparkasse w Tour of Berlin i wygrał jeden etap, a w Tour of Britain był trzeci na 2. etapie.

### 2006
Cavendish, reprezentując Wyspę Man w Igrzyskach Wspólnoty Narodów, zdobył złoty medal w scratchu, a wyścigu szosowym był siódmy. W mistrzostwach świata w kolarstwie szosowym do lat 23 zajął jedenastą pozycję. Wystartował także w mistrzostwach świata w kolarstwie torowym, gdzie zajął czwarte miejsce w madisonie, a na pucharze świata w Sydney w tej samej konkurencji był trzeci. Mark wystartował w Wyścigu Solidarności i Olimpijczyków, gdzie zwyciężył na 3. etapie z metą w Kielcach. Wygrał także 5. etap Thuringen Rhundfahrt. W Tour of Berlin pokazał się z dobrej strony wygrywając 2., 4. i 5. etap, a także klasyfikację punktową i sprinterską, kończąc cały wyścig na drugiej pozycji. Jego świetna postawa w tym wyścigu przyczyniła się do przejścia do bardzo znanej drużyny T-Mobile Team. Podczas Tour of Britain był na podium podczas trzech etapów, a także wygrał klasyfikację punktową.

### 2007
Cavendish wygrał prestiżowe Grote Scheldeprijs. W wyścigu Quatre Jours de Dunkerque wygrał 3. i 6. etap oraz klasyfikację punktową. Następnie w wyścigu Volta Ciclista a Catalunya wygrał również dwa etapy. Przyczyniło się to do jego startu w Tour de France, jednak już w pierwszych dwóch etapach miał kraksy i wycofał się na ósmym etapie. Cavendish wygrał także prolog i pierwszy etap w Tour of Britain, jadąc w żółtej koszulce przez dwa etapy, potem etap w Ster Elektrotoer, etap i klasyfikację punktową w Post Danmark Rundt oraz etap i klasyfikację punktową w Eneco Tour. W październiku wygrał etap na Circuit Franco-Belge i wyrównał rekord Alessandro Petacchiego – jedenaście zwycięstw w debiutanckim sezonie.

### 2008
Na początku sezonu Mark wrócił na tor i wystartował w Mistrzostwach świata w kolarstwie torowym w Manchesterze, na których wspólnie z Bradleyem Wigginsem zdobyli złoty medal. Na szosie odniósł swoje pierwsze sukcesy w Wielkich Tourach: najpierw wygrał dwa etapy Giro d’Italia, a następnie cztery etapy w Tour de France. Pierwsze zwycięstwo odniósł w Châteauroux, a potem wygrał 8., 12. i 13. etap, zostając pierwszym Brytyjczykiem, który wygrał cztery etapy w jednym wyścigu zaliczanym do Wielkich Tourów. Po 13. etapie Mark skupił się na starcie w Igrzyskach Olimpijskich w Pekinie i nie wystartował w Alpach. Jednak duetowi Wiggins-Cavendish tym razem nie udało się zdobyć medalu – zmagania zakończyli na dziewiątej pozycji. Mark był jedynym brytyjskim kolarzem torowym, który nie przywiózł z tej imprezy medalu. Mark i Bradley pokłócili się i nie rozmawiali ze sobą przez następny miesiąc. Cavendish miał także pretensje do Brytyjskiej Federacji Kolarskiej o to, że za mało czasu poświęcała na madison. Dalsza część sezonu była bardzo udana, Mark odniósł jeszcze 11 zwycięstw.

### 2009
Sezon 2009 Cavendish rozpoczął od startu w Tour of Qatar. Cały wyścig wygrał Tom Boonen, jednak dwa etapy padły łupem Brytyjczyka. Następnie wygrał dwa etapy w Tour of California, ponownie pokonując Belga na finiszu.

## Najważniejsze osiągnięcia

### kolarstwo torowe
2004
- 1. miejsce w mistrzostwach Wielkiej Brytanii (wyścig druż. na dochodzenie)

2005
- 1. miejsce w mistrzostwach świata (madison - z Robert Hayles)
- 1. miejsce w mistrzostwach Wielkiej Brytanii (wyścig druż. na dochodzenie)

2008
- 1. miejsce w mistrzostwach świata (madison - z Bradley Wiggins)
- 1. miejsce w mistrzostwach Wielkiej Brytanii (madison - z Peter Kennaugh)

2016
- 2. miejsce w Igrzyskach Olimpijskich (omnium)
- 1. miejsce w mistrzostwach świata (madison - z Bradley Wiggins)

### kolarstwo szosowe
2007
- 1. miejsce w Grote Scheldeprijs

2008
- 1. miejsce w Grote Scheldeprijs
- 1. miejsce w prologu Tour de Romandie
- 1. miejsce na 4. i 13. etapie Giro d’Italia
- 1. miejsce na 5., 8., 12. i 13 etapie Tour de France

2009
- 1. miejsce na 4. i 6. etapie Tour of Qatar
- 1. miejsce na 4. i 5. etapie Tour of California
- 1. miejsce na 7. etapie Tirreno-Adriático
- 1. miejsce w Mediolan-San Remo
- 1. miejsce na 1. (jazda drużynowa na czas), 9., 11. i 13. etapie Giro d’Italia
- 1. miejsce na 3. i 6. etapie Tour de Suisse
- 1. miejsce na 2., 3., 10., 11., 19. i 21. etapie Tour de France

2010
- 1. miejsce na 2. etapie Volta Ciclista a Catalunya
- 1. miejsce na 2. etapie Tour de Romandie
- 1. miejsce na 1. etapie Tour of California
- 1. miejsce na 5., 6., 11., 18. i 20. etapie Tour de France
- 1. miejsce na 12., 13. i 18. etapie Vuelta a España
  -  1. miejsce w klasyfikacji punktowej

2011
- 1. miejsce w Grote Scheldeprijs
- 1. miejsce na 10. i 12. etapie Giro d’Italia
- 1. miejsce na 5., 7., 11., 15. i 21. etapie Tour de France
  -  1. miejsce w klasyfikacji punktowej
- 1. miejsce w mistrzostwach świata (start wspólny)

2012
- 1. miejsce na 3. i 5. etapie Tour of Qatar
- 1. miejsce na 2. etapie Tirreno-Adriático
- 1. miejsce na 2., 5. i 12 etapie Giro d’Italia
- 1. miejsce na 2., 18. i 20. etapie Tour de France

2013
- 1. miejsce w Tour of Qatar
  - 1. miejsce na 3., 4., 5. i 6. etapie
- 1. miejsce na 1. etapie Tour de San Luis
- 9. miejsce w Mediolan-San Remo
- 1. miejsce na 2. etapie Driedaagse van De Panne-Koksijde
- 2. miejsce w Scheldeprijs
- 1. miejsce na 1., 6., 12., 13. i 21. etapie Giro d’Italia
  -  1. miejsce w klasyfikacji punktowej
- 3. miejsce w Ster ZLM Toer
- 1. miejsce w mistrzostwach Wielkiej Brytanii (start wspólny)
- 1. miejsce na 5. i 13. etapie Tour de France
- 1. miejsce na 6. etapie Post Danmark Rundt
- 1. miejsce na 4. i 7. etapie Tour of Britain

2014
- 1. miejsce na 6. etapie Tirreno-Adriático
- 5. miejsce w Mediolan-San Remo
- 1. miejsce na 1., 2., 4. i 8. etapie Tour of Turkey
- 1. miejsce na 1. i 8. etapie Tour of California
- 1. miejsce na 4. etapie Tour de Suisse
- 5. miejsce w Vattenfall Cyclassics

2015
- 1. miejsce na 7. etapie Tour de San Luis
- 1. miejsce w Dubai Tour
  - 1. miejsce na 1. i 4. etapie
- 1. miejsce w Clásica de Almería
- 1. miejsce w Kuurne-Bruksela-Kuurne
- 1. miejsce na 1., 2. i 7. etapie Tour of Turkey
- 1. miejsce na 1., 2., 5. i 8. etapie Tour of California
- 2. miejsce w mistrzostwach Wielkiej Brytanii (start wspólny)
- 1. miejsce na 7. etapie Tour de France

2016
- 1. miejsce w Tour of Qatar
  - 1. miejsce na 1. etapie
- 1. miejsce na 8. etapie Tour of California
- 1. miejsce na 1., 3., 6. i 14. etapie Tour de France
- 2. miejsce w mistrzostwach świata (start wspólny)

2017
- 1. miejsce w klasyfikacji punktowej Abu Dhabi Tour
  - 1. miejsce na 1. etapie

2018
- 1. miejsce na 3. etapie Dubai Tour

2021
- 3. miejsce w Scheldeprijs
- 1. miejsce na 2., 3., 4. i 8. etapie Presidential Cycling Tour of Turkey
- 2. miejsce w Elfstedenronde
- 1. miejsce na 5. etapie Baloise Belgium Tour
- 1. miejsce na 4., 6., 10. i 13. etapie Tour de France
  -  1. miejsce w klasyfikacji punktowej
- 1. miejsce w Münsterland Giro

2022
- 1. miejsce na 2. etapie Tour of Oman
- 1. miejsce na 2. etapie UAE Tour
- 1. miejsce w Mediolan-Turyn
- 1. miejsce na 3. etapie Giro d’Italia
- 3. miejsce w Heistse Pijl
- 1. miejsce w mistrzostwach Wielkiej Brytanii (start wspólny)
- 2. miejsce w Memorial Rik Van Steenbergen

2023
- 3. miejsce w Scheldeprijs
- 1. miejsce na 21. etapie Giro d’Italia

2024
- 1. miejsce na 4. etapie Tour Colombia
- 1. miejsce na 2. etapie Tour de Hongrie
- 1. miejsce na 5. etapie Tour de France